# Гемилиан, Валерий Александрович
Валерий Александрович Гемилиан (1851—1914) — российский химик.

## Биография
Валерий Гемилиан родился 27 августа (08 сентября) 1851 года. В 1867 году окончил курс учения в частной гимназии Видемана в Санкт-Петербурге и, выдержав экзамен на аттестат зрелости в 7-й казенной гимназии, поступил в Санкт-Петербургский практический технологический институт Императора Николая I, курс которого он окончил 1872 году по химическому отделению со званием технолога 1-го разряда. Пробыв в течение одного года в качестве лаборанта при кафедре химии технологического института, В. А. Гемилиан был командирован за границу.
Получив степень доктора философии Гёттингенского университета за представленную им диссертацию «О сульфопроизводных масляной кислоты», он занимался экспериментальными исследованиями в университетских лабораториях в Вюрцбурге и Страсбурге под руководством профессоров Вислиценуса и Байера.
После возвращения в Санкт-Петербург в 1875 году он был приглашен в Императорский Санкт-Петербургский университет на должность лаборанта у профессоров Бейльштейна и Менделеева. В лаборатории Менделеева занимался исследованиям по теме: «Сжимаемость газов при низком давлении». В следующем году вместо с Менделеевым командирован в Питсбург (США) для сбора сведений о положении нефтяного промысла в Америке.
По возвращении, с 1 января 1877 года он стал исполнять должность доцента по кафедре технической химии в Варшавском университете; преподавал общий курс неорганической химии и специальные курсы органической химии, руководил практическими занятиями студентов в химической лаборатории.
В 1886 году Гемилиан выдержал магистерский экзамен при Санкт-Петербургском университете и защитил диссертацию на степень магистра под заглавием: «О некоторых производных, гомологах и аналогах трефенила».
1 августа 1887 года назначен адъюнкт-профессором по кафедре химической технологии минеральных и красильных веществ в Харьковский Практический технологический институт Императора Александра III; 12 июля 1889 года был утверждён в звании профессора. В 1904 году вышел в отставку.
Согласно информации «Справочника курорта Евпатории (Кр. С.С.Р.)» за 1925 год, изданного Бюро поручений и справок 1-го Коллектива безработных Союза «Совработник» при Посред-бюро: «Профессор В.А. Гемилиан с 1906 года занимался исследованием состава и свойств продуктов Крымских целебных лиманов в устроенной им для этой цели в г. Евпатории химической лаборатории. Им было подтверждено наблюдение профессора А.П. Соколова относительно радиоактивности грязей. Из неоконченных работ В.А. Гемилиана приводим сделанные им выводы.
1) Грязь Мойнакского озера обладает несомненной радиоактивностью. Высушенная в порошок грязь эта вызывает в электроскопе падение потенциала, возрастающее со временем и, следовательно, выделяет радиоактивную эманацию, характерную для веществ, содержащих радий.
2) Лечебные грязи в сыром виде, в состоянии густой клейкой массы, в высокой степени обладают способностью поглощать и задерживать активную эманацию, выделяя её при взбалтывании или нагревании; грязь в сыром невысушенном состоянии представляет собою таким образом пластическую массу, содержащую значительное количество абсорбированной летучей эманации, которая во время применения грязи в ваннах выделяется из неё и прямо действует на соприкасающееся тело больного».
В качестве одного из составителей профессор участвовал в подготовке издания «Целительные силы курорта Евпатории», вышедшего под патронатом Евпаторийского общества курортного благоустройства в 1912 году в Санкт-Петербурге.
В 1913-м он участвовал в выпуске Адрес-календаря-справочника В.Г. Пьянкова «Вся Евпатория», изданного в типографии И.Ф. Райхельсона в Евпатории.
Скончался в 1914 году.

## Труды
- Краткий курс органической химии, составленный по лекциям, читанным В. А. Гемилианом в Императорском Варшавском университете Варшава : М. Цукер и В. Добржинский, студенты Мед. фак., 1882
- О некоторых производных гомологах и аналогах трифенилматана : Исслед. В. Гемилиана : Представлено в Физ.-мат. фак. Имп. Спб. ун-та для получения степ. магистра химии Санкт-Петербург : тип. В. Демакова, 1886
- О химическом составе харьковской водопроводной воды / [Соч.] В. Гемилиана Харьков : тип. и лит. Зильберберга, 1893
- Общая химическая технология : Лекции проф. В. А. Гемилиана : 1901 г. — 1902 г. / Харьк. технол. ин-т имп. Александра III Харьков : паровая тип. и лит. М. Зильберберг и с-вья, 1901
- Красильные пигменты : Лекции, чит. в Харьк. технол. ин-те проф. Валерием Гемилианом, уч. 1903—1904 г. / Харьков. технол. ин-т имп. Александра III Харьков : лит. Зильберберг, 1904
- Пигменты : Лекции, чит. проф. Харьк. технол. ин-та В. А. Гемилиан. 1902/03 г. / Харьк. технол. ин-т имп. Александра III Харьков : пар. тип. и лит. М. Зильберберг и с-вья, 1905
- О составе и свойствах целебных средств Крымских лиманов / Проф. В. А. Гемилиан Евпатория : тип. М. Л. Мурованского, 1911
- Целительные силы курорта Евпатории : Сборник статей, составленный при участии проф. В.А. Гемилиана, д-ра И.С. Ходжаша, бывшего городского головы С.Э. Дувана и др. под общ. ред. д-ра А.М. Брамсона. — Санкт-Петербург : Евпаторийское о-во курортного благоустройства, 1912
- Вся Евпатория : Адрес-календарь-справ. за 1913 год : С прил. плана г. Евпатории / В. Г. Пьянков при участии проф. В. А. Гемилиан Евпатория : тип. И. Ф. Райхельсона, 1913